# Jaroslav Slavík
Jaroslav Slavík (30. dubna 1920 Praha - 21. června 2011 Praha) byl historik umění a výtvarný publicista.

## Život
Jaroslav Slavík absolvoval v letech 1931-1939 Masarykovo reálné gymnázium v Praze a začal studovat na Právnické fakultě UK. Byl mezi studenty, které 17. listopadu 1939 nacisté zatkli na demonstraci a do roku 1940 byl vězněn v koncentračním táboře Sachsenhausen. Po propuštění pracoval v letech 1940-1942 jako úředník nákupního oddělení tiskárny Politika v Praze a pak do roku 1950 jako administrativní úředník.
Roku 1947 dokončil studia na Právnické fakultě a byl zaměstnán nejprve jako právník Ústředního svazu průmyslu a poté v letech 1950-1951 jako právník Průmyslového vydavatelství v Praze. Roku 1951 ho komunistický režim přesunul do výroby a pracoval pak jako pomocný dělník Stavobetu Praha v Loděnici u Berouna, v letech 1951-1952 jako pomocný dělník na pracovišti předpjatého betonu v Sedlci u podniku Výstavba rudných dolů a hutí Praha. V letech 1952-1955 pracoval jako frézař v Motorletu Jinonice. Přihlásil se k večernímu studiu dějin umění a roku 1962 obhájil diplomovou práci o Čapkových malířských cyklech Oheň a Touha.
Od roku 1955 byl redaktorem Nakladatelství Svazu československých výtvarných umělců v Praze, v letech 1960-1962 knihovníkem a archivářem Akademie výtvarných umění v Praze, v letech 1962-1984 byl zaměstnán jako samostatný odborný pracovník Ústavu teorie a dějin umění ČSAV v Praze. V 60. letech pobýval několikrát na studijním pobytu v Zentralinstitut für Kunstgeschichte v Mnichově, kde se podílel na vydávání Bibliografie uměleckohistorické literatury v periodikách východní a jihovýchodní Evropy (Bibliographie zur kunstgeschtlichen Literatur in ost- und südosteuropäischen Zeitschriften). Byl členem Uměleckohistorické společnosti. Zabýval se především dílem Josefa Čapka a v letech 1959-1996 byl kurátorem jeho výstav i stálých expozic. Byl členem Společnosti bratří Čapků a v letech 1973-1997 působil jako člen výboru Společnosti.

## Dílo
Slavík se s dílem Josefa Čapka seznámil už jako student reálného gymnázia a po různých životních peripetiích v 50. letech, kdy pracoval v dělnických profesích, se mu pak věnoval po zbytek života. K čapkovskému bádání ho přivedl Jiří Kotalík, někdejší kamarád a spolužák ze základní školy i z gymnázia, tehdy docent přednášející dějiny umění na Karlově univerzitě. Roku 1955 Slavíkovi pomohl získat místo redaktora v Nakladatelství SČVU (pozdější Obelisk) a roku 1959 ho přizval k přípravě retrospektivní výstavy Josefa Čapka v brněnském Domě umění.
Slavík publikoval o Josefu Čapkovi řadu studií a v osmdesátých letech připravil spolu s literárním historikem Jiřím Opelíkem Čapkovu monografii. Svou trpělivou a pečlivou odbornou prací objevil skutečný rozsah a hloubku Čapkova tvůrčího odkazu a dal studiu jeho díla odborný fundament. Během přípravy výstavy v Brně se seznámil s Miroslavem Halíkem, znalcem literárního díla Karla Čapka. Spolu s ním obnovil činnost Společnosti bratří Čapků a zasloužil se o rekonstrukci a znovuotevření Muzea bratří Čapků v Malých Svatoňovicích.
Jaroslav Slavík po celý život působil jako uznávaný znalec výtvarného díla Josefa Čapka a vytvořil rozsáhlou kartotéku jeho obrazů kreseb a grafik, kterou po odchodu do penze postupně digitalizoval. Na jeho práci navázala historička umění Pavla Pečinková, která postupně vydává souborné dílo Josefa Čapka ve formě monografií.

### Kurátor výstav, úvodní slovo
- 1960 Dílo Josefa Čapka, Brno
- 1965 Bojovné dílo Josefa Čapka, Praha
- 1965 Josef Čapek: Malířské dílo, Gottwaldov (Zlín)
- 1966 Neznámý Josef Čapek, Praha
- 1970 Osobnost Josefa Čapka, Galerie bratří Čapků, Praha (ú.s.)
- 1971 Dana Jandová: Grafika z let 1965-71, Galerie Vincence Kramáře, Malá síň, Praha (ú.s.)
- 1973 Dílo Josefa Čapka ze sbírek galerie, Louny
- 1975 Josef Čapek: Kresby a grafika, Gottwaldov (Zlín)
- 1975 Josef Čapek: Kresby, Brno
- 1975/1976 Grafika Josefa Čapka, Galerie bratří Čapků, Praha (ú.s.)
- 1975/1976 Josef Čapek: Obrazy, kresby, grafika, Plzeň, Karlovy Vary (ú.s.)
- 1979 Josef Čapek (1887 - 1945): Obrazy a kresby, Praha
- 1981 Josef Čapek 1887-1945, Bratislava
- 1981 Ivan Gruber: Výběr z malířského díla, Galerie Nová síň, Praha (ú.s.)
- 1989 Josef Čapek a děti, Divadlo hudby, Praha (ú.s.)
- 1990 Josef Čapek (1887 - 1945): Výběr z grafického díla 1913 - 1935, Rýmařov, Bruntál
- 1995/1996 Josef Čapek: Dětem, Praha
- 2004 Václav Hrbek: Obrazy, grafika, dokumenty, Regionální muzeum Mělník (ú.s.)